# Unghi de atac

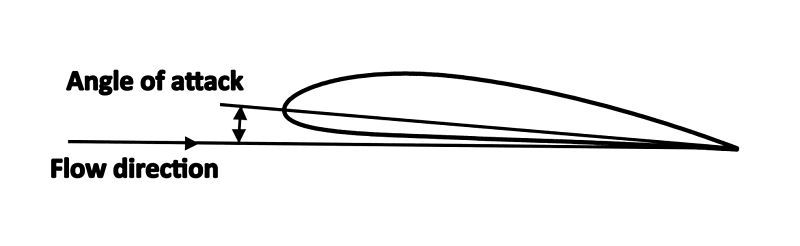
Unghiul de atac al unui profil aerodinamic

În dinamica fluidelor, unghiul de atac sau unghiul de incidență, {\displaystyle \alpha ,} este unghiul dintre o dreaptă de referință de pe un corp (adesea coarda, dar uneori poate fi și axa de portanță nulă sau bitangenta la intradosul unui profil aerodinamic) și vectorul care reprezintă mișcarea relativă dintre corp și fluidul prin care se mișcă. Articolul de față se concentrează pe cea mai comună aplicație, unghiul de atac al unei aripi sau al unui profil aerodinamic care se mișcă prin aer.
În aerodinamică, unghiul de atac specifică unghiul dintre coarda aripii unui aeroplan și vectorul care reprezintă mișcarea relativă dintre aeronavă și atmosferă. Deoarece o aripă poate avea răsucire, o coardă a întregii aripi poate să nu poată fi definită, așa că o dreaptă de referință alternativă este pur și simplu una definită. Adesea, coarda la încastrarea aripii este aleasă ca dreaptă de referință. O altă opțiune este utilizarea unei drepte orizontale pe fuzelaj ca dreaptă de referință (și, de asemenea, ca axă longitudinală). Unii autori nu utilizează o dreaptă arbitrară, ci utilizează axa de portanță nulă, unde, prin definiție, unghiul de atac zero corespunde unui coeficient de portanță nul.

## Relația dintre unghiul de atac și coeficientul de portanță

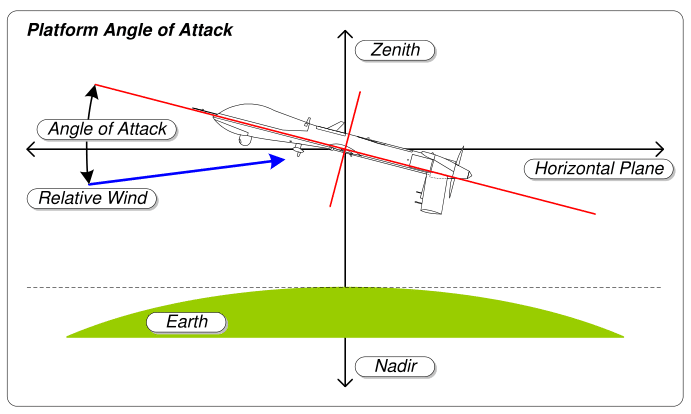
Unghiul de atac al unui aeroplan

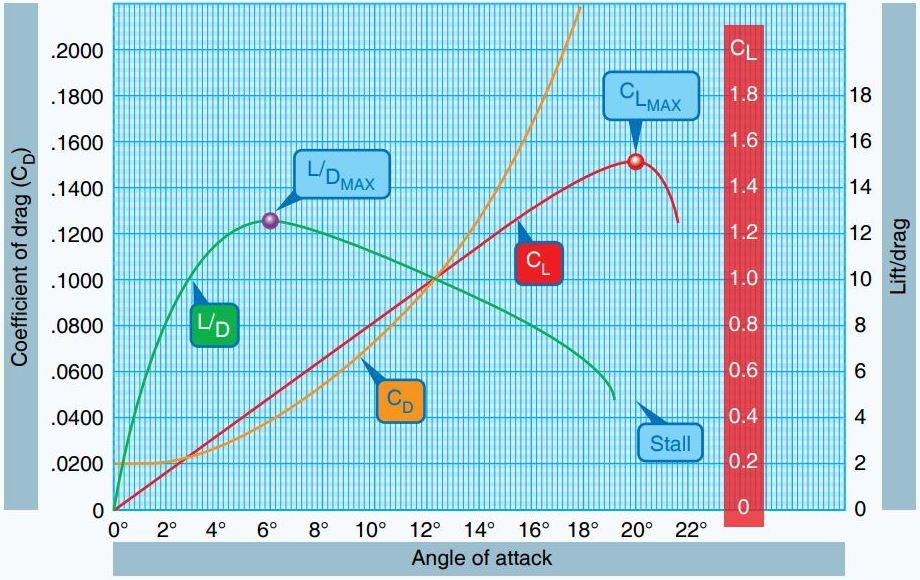
Coeficienții de rezistență la înaintare și portanță în funcție de unghiul de atac. Viteza de angajare corespunde unghiului de atac la coeficientul de portanță maxim (CzMAX)

O curbă tipică a coeficientului de portanță pentru un profil aerodinamic la o anumită viteză a aerului

Coeficientul de portanță al unui aeroplan variază în funcție de unghiul de atac. Creșterea unghiului de atac este asociată cu creșterea coeficientului de portanță până la coeficientul de portanță maxim, după care coeficientul de portanță scade.
Pe măsură ce unghiul de atac al unui aeroplan crește, desprinderea curgerii aerului de extradosul aripii devine mai pronunțată, ducând la o reducere a ratei de creștere a coeficientului de portanță. Figura prezintă o curbă tipică pentru o aripă dreaptă cu linie de curbură. Profilele aerodinamice sunt curbate astfel încât generează o anumită portanță și la unghiuri de atac negative mici. O aripă simetrică are portanță nulă la un unghi de atac de 0°. Curba de portanță este influențată și de forma aripii, inclusiv de secțiunea profilului aerodinamic și de forma planului aripii. O aripă în săgeată are o curbă mai joasă, mai plată, cu un unghi critic mai mare.

## Unghiul de atac critic
Unghiul de atac critic este unghiul de atac care produce coeficientul de portanță maxim. Sub unghiul de atac critic, pe măsură ce unghiul de atac scade, și coeficientul de portanță scade. Însă, peste unghiul de atac critic, pe măsură ce unghiul de atac crește, aerul începe să curgă mai puțin lin peste suprafața superioară a profilului aerodinamic și curgerea începe să se desprindă de extrados. La majoritatea profilelor aerodinamice, pe măsură ce unghiul de atac crește, punctul de desprindere de pe extrados se deplasează de la bordul de fugă spre bordul de atac. La unghiul de atac critic, curgerea de pe extrados este întrucâtva desprinsă, iar profilul aerodinamic sau aripa are coeficientul de portanță maxim. Pe măsură ce unghiul de atac crește în continuare, curgerea se desprinde tot mai mult, iar coeficientul de portanță scade pe măsura desprinderii.
Peste acest unghi de atac critic, se spune că aeronava se află „în limită de viteză” („în angajare”). O aeronavă cu aripi fixe, prin definiție, este în limită de viteză peste unghiul de atac critic, nu doar sub o anumită viteză a aerului. Viteza aerului la care aeronava intră în limită de viteză variază în funcție de greutatea aeronavei, de factorul de sarcină⁠(d), de centrul de greutate al aeronavei și de alți factori. Totuși, o aeronavă intră în limită de viteză în mod normal la același unghi de atac critic, cu excepția cazului în care predomină givrajul. Unghiul de atac critic este de obicei în jur de 15°–18° pentru multe profile aerodinamice.
Unele aeronave sunt echipate cu calculatoare de zbor încorporate care împiedică automat aeronava să crească și mai mult unghiul de atac atunci când se atinge un unghi de atac maxim, indiferent de comenzile pilotului. Acesta se numește „limitator de unghi de atac”. Avioanele moderne care au tehnologia fly-by-wire evită unghiul de atac critic prin intermediul software-ului din sistemele informatice care comandă suprafețele de comandă a zborului.
La decolarea și aterizarea pe piste scurte (STOL), cum ar fi cazul portavioanelor și zborul în zone neamenajate, aeronavele pot fi echipate cu indicatori ai unghiului de atac și ai rezervei de portanță. Acești indicatori măsoară direct unghiul de atac sau potențialul de portanță al aripii (sau rezerva de portanță) și ajută pilotul să zboare aproape de punctul de angajare cu o precizie mai mare. Operațiunile STOL necesită ca aeronava să poată opera aproape de unghiul de atac critic în timpul aterizărilor și la cel mai bun unghi de urcare în timpul decolărilor. Indicatorii unghiului de atac sunt utilizați de piloți pentru performanțe maxime în timpul acestor manevre, deoarece informațiile despre viteza aerului sunt legate doar indirect de comportamentul de angajare al aeronavei.

## Unghi de atac foarte mare

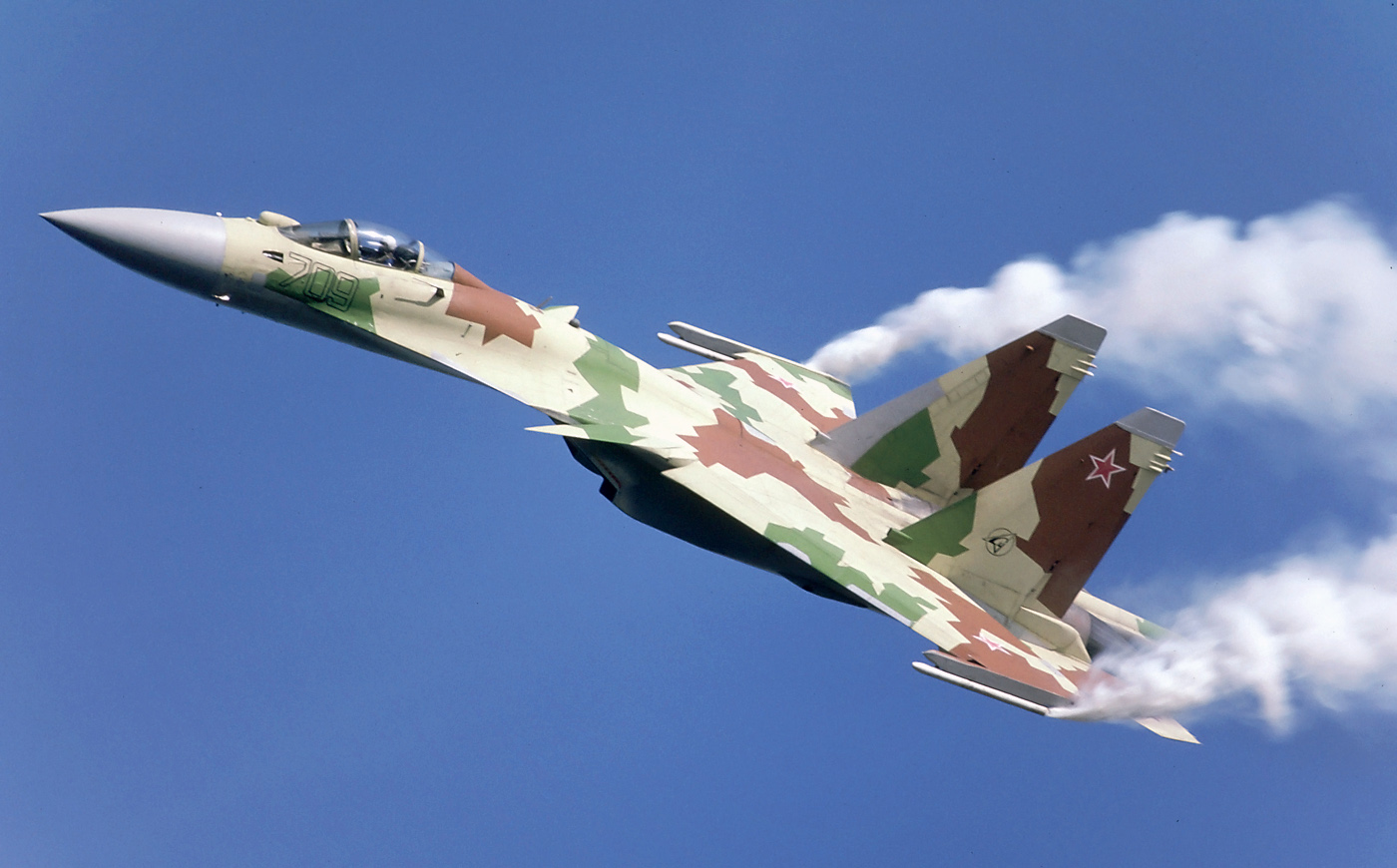
Su-27M / Su-35 la un unghi de atac mare

Unele avioane militare sunt capabile să realizeze un zbor controlat la unghiuri de atac foarte mari, dar cu prețul unei rezistențe induse masive. Acest lucru conferă aeronavei o mare agilitate. Un exemplu faimos este Cobra lui Pugaciov. Deși aeronava evoluează la unghiuri de atac mari pe tot parcursul manevrei, nu este capabilă nici de control aerodinamic în direcție, nici de menținere a zborului la nivel până la sfârșitul manevrei. Cobra este un exemplu de supermanevrabilitate în care aripile avionului se află în majoritatea manevrei la mult peste unghiul de atac critic.
Suprafețele aerodinamice suplimentare, cunoscute sub numele de „dispozitive de hipersustentație”, inclusiv voleții de bord de atac, permit avioanelor de vânătoare un unghi de atac „adevărat” mult mai mare, de până la peste 45°, comparativ cu aproximativ 20° pentru aeronavele fără aceste dispozitive. Acest lucru poate fi util la altitudini mari, unde chiar și manevrele ușoare pot necesita unghiuri de atac mari datorită densității scăzute a aerului din atmosfera superioară, precum și la viteză mică la altitudine mică, unde marja dintre unghiul de atac în zborul orizontal și cel de angajare este redusă. Un unghi de atac mare permis de aeronavă oferă o rezervă pentru pilot, ceea ce face ca angajarea avionului (care apare atunci când se depășește unghiul de atac critic) să fie mai dificilă. Totuși, aeronavele militare nu sunt solicitate de obicei în luptă la un unghi de atac foarte mare, deoarece acesta frânează aeronava foarte repede din cauza rezistenței induse și, în cazuri extreme, a creșterii suprafeței frontale și a rezistenței parazite. Astfel de manevre nu numai că încetinesc aeronava, ci și provoacă la viteză mare solicitări structurale semnificative. Sistemele moderne de control al zborului tind să limiteze unghiul de atac al unui avion de vânătoare mult sub limita sa aerodinamică maximă.

## Navigația cu vele
În navigația cu vele, principiile fizice implicate sunt aceleași ca și în cazul aeronavelor - o velă este un profil aerodinamic. Unghiul de atac al unei vele este unghiul dintre coarda velei și direcția relativă a vântului față de coarda velei.